# Косагаш (Казигуртський район)
Косага́ш (каз. Қосағаш) — село у складі Казигуртського району Туркестанської області Казахстану. Входить до складу Алтинтобинського сільського округу.
Населення — 1354 особи (2021; 1234 у 2009, 1115 у 1999, 831 у 1989).